# سازمان کشورهای آفریقایی، کارائیب و اقیانوس آرام

گروه کارائیب
گروه شرق و جنوب آفریقا
گروه اقیانوس آرام
گروه غرب آفریقا
گروه آفریقای جنوبی
گروه آفریقای مرکزی
گروه آفریقای شرقی

سازمان کشورهای آفریقایی، کارائیب و اقیانوس آرام (OACPS، به فرانسوی: Organization des États d'Afrique, des Caraïbes et du Pacifique) گروهی از کشورهای آفریقا، کارائیب و اقیانوس آرام است که با توافق جورج تاون در سال ۱۹۷۵ ایجاد شد. این سازمان که پیش‌تر به‌عنوان گروه کشورهای آفریقایی، کارائیب و اقیانوس آرام (ACP) شناخته می‌شد، اهداف اصلی این سازمان توسعه پایدار و کاهش فقر در کشورهای عضو آن و همچنین ادغام بیشتر آنها در اقتصاد جهان است. همه کشورهای عضو، به جز کوبا، قرارداد کوتونو با اتحادیه اروپا را امضا کرده‌اند.
قرارداد کوتونو (که در ژوئن ۲۰۰۰ در کوتونو، بنین امضا شد) جانشین کنوانسیون لومه است. یکی از تفاوت‌های عمده با کنوانسیون لومه این است که این مشارکت به بازیگران جدیدی مانند جامعه مدنی، بخش خصوصی، اتحادیه‌های کارگری و مقامات محلی تعمیم داده می‌شود. این افراد در مشاوره و برنامه‌ریزی استراتژی‌های توسعه ملی، دسترسی به منابع مالی و مشارکت در اجرای برنامه‌ها مشارکت خواهند داشت.
بسیاری از کشورهای در حال توسعه جزیره‌ای کوچک، ایالت‌های OACPS هستند. چهارمین کنوانسیون لومه در سال ۱۹۹۵ در موریس بازنگری شد و در این قرارداد به کشورهای جزیره‌ای توجه ویژه‌ای شده‌است. ترکیب اتحادیه اروپا و اعضای OACPS سازمان کشورهای آفریقایی، کارائیب و اقیانوس آرام بیش از ۱٫۵ میلیارد نفر و بیش از نیمی از کرسی‌های سازمان ملل را تشکیل می‌دهند.

## ایالت‌ها

### آفریقا
کشورهای OACPS آفریقایی در پنج گروه توافق‌نامه مشارکت اقتصادی (آفریقای غربی، CEMAC، انجمن توسعه آفریقای جنوبی، جامعه آفریقای شرقی، آفریقای شرقی و جنوبی) با اتحادیه اروپا مذاکره می‌کنند.
| "گروه غرب آفریقا" (ECOWAS به علاوه موریتانی) - بنین - بورکینافاسو - کیپ ورد - گامبیا - غنا - گینه - گینه بیسائو - ساحل عاج - لیبریا - مالی - موریتانی - نیجر - نیجریه - سنگال - سیرالئون - توگو «CEMAC به علاوه سائوتومه و پرنسیپ، گروه DR کنگو» (مربوط به ECCAS) - کامرون - جمهوری آفریقای مرکزی - چاد - جمهوری دموکراتیک کنگو - جمهوری کنگو - گینه استوایی - گابن - سائوتومه و پرنسیپ | گروه EAC - بوروندی - کنیا - رواندا - سودان جنوبی - تانزانیا - اوگاندا «گروه آفریقای شرقی و جنوبی» (مربوط به COMESA) - کومور - جیبوتی - اریتره - اتیوپی - ماداگاسکار - مالاوی - موریس - سیشل - سومالی - سودان - زامبیا - زیمبابوه گروه SADC - آنگولا - بوتسوانا - اسواتینی - لسوتو - موزامبیک - نامیبیا - آفریقای جنوبی |

### کارائیب
همه کشورهای جامعه کارائیب به اضافه گروه جمهوری دومینیکن در توافقنامه مشارکت اقتصادی CARIFORUM (EPA) با اتحادیه اروپا (EU) مذاکره می‌کنند.
| - آنتیگوآ و باربودا - باهاما - باربادوس - بلیز - کوبا - دومینیکا - جمهوری دومینیکن - گرنادا | - گویان - هائیتی - جامائیکا - سنت کیتس و نویس - سنت لوسیا - سنت وینسنت و گرنادین‌ها - سورینام - ترینیداد و توباگو |

### اقیانوس آرام
همه کشورهای عضو در حال توسعه گروه انجمن جزایر اقیانوس آرام و تیمور شرقی در EPA اقیانوس آرام با اتحادیه اروپا مذاکره می‌کنند.
| - فیجی - جزایر کوک - کیریباتی - جزایر مارشال - ایالات فدرال میکرونزی - نائورو - نیووی - پالائو | - پاپوآ گینه نو - ساموآ - جزایر سلیمان - تیمور شرقی - تونگا - تووالو - وانواتو |

### کشورهای OCT اتحادیه اروپا آتلانتیک شمالی
در این منطقه کشورهای اتحادیه اروپا و سرزمین‌های فرادریایی (OCTs) گرینلند و سنت پیر و میکلون قرار دارند، اما هیچ ایالت OACPS وجود ندارد.

### مناطق وابسته به اقیانوس اطلس جنوبی
در این منطقه، قلمروهای فرادریایی بریتانیا از سنت هلنا، آسنشن و تریستان دا کونا و جزایر فالکلند قرار دارند، اما هیچ ایالت OACPS وجود ندارد. با این وجود، سنت هلنا در حال توسعه پیوندها با گروه SADC EPA است.

### مناطق خالی از سکنه
OCT خالی از سکنه اتحادیه اروپا در ادغام منطقه‌ای شرکت نمی‌کند و بودجه توسعه از اتحادیه اروپا دریافت نمی‌کند.
- سرزمین‌های جنوبی و قطب جنوب فرانسه، واقع در اقیانوس هند[۸]

سرزمین‌های غیرمسکونی برون مرزی بریتانیا، کشورهای OACPS نیستند و بودجه توسعه از اتحادیه اروپا دریافت نمی‌کنند.
- قلمرو اقیانوس هند بریتانیا، واقع در اقیانوس هند
- جزایر جورجیا جنوبی و ساندویچ جنوبی، واقع در اقیانوس اطلس جنوبی

## نامگذاری‌های خاص
توافقنامه کوتونو چالش‌های ویژه‌ای را که کشورهای کمتر توسعه‌یافته، کشورهای محصور در خشکی و جزایر در توسعه اقتصادی با آن‌ها مواجه هستند، به رسمیت می‌شناسد؛ بنابراین، این کشورها نسبت به سایر کشورهای عضو OACPS رفتار مطلوب تری دارند. متن توافقنامه کوتونو در سال‌های ۲۰۰۵ و ۲۰۱۰ به‌روزرسانی شده‌است، اما فهرست‌ها به‌روزرسانی نشده‌است، علی‌رغم این واقعیت که فهرست واقعی کشورهای LDC که توسط سازمان ملل تعریف شده تغییر کرده‌است: کیپ ورد در دسامبر ۲۰۰۷ از وضعیت LDC فارغ‌التحصیل شد، در حالی که سنگال در سال ۲۰۰۱ و تیمور-لسته در سال ۲۰۰۳ به این وضعیت دست یافتند؛ بنابراین، فهرست‌های زیر نباید به عنوان فهرست‌های واقعی OACPS LDCها و جزایر در نظر گرفته شوند (چند جزیره نیز فهرست نشده‌اند).
ضمیمه ششم توافق‌نامه کوتونو نام‌های زیر را فهرست می‌کند:

### کشورهای کمتر توسعه‌یافته OACPS
- آنگولا
- بنین
- بورکینافاسو
- بوروندی
- کیپ ورد
- جمهوری آفریقای مرکزی
- چاد
- کومور
- جمهوری دموکراتیک کنگو
- جیبوتی
- گینه استوایی
- اریتره
- اتیوپی
- گامبیا
- گینه
- گینه بیسائو
- هائیتی
- کیریباتی
- لسوتو
- لیبریا
- ماداگاسکار
- مالاوی
- مالی
- موریتانی
- موزامبیک
- نیجر
- رواندا
- ساموآ
- سائوتومه و پرنسیپ
- سیرا لئون
- جزایر سلیمان
- سومالی
- سودان
- تانزانیا
- تووالو
- رفتن
- اوگاندا
- وانواتو
- زامبیا

OCTهای کمتر توسعه‌یافته عبارتند از: آنگویلا، مایوت، مونتسرات، سنت هلنا، جزایر ترکز و کایکوس، والیس و فوتونا، سنت پیر و میکلون.

### ایالات OACPS محصور در خشکی
- بوتسوانا
- بورکینافاسو
- بوروندی
- جمهوری آفریقای مرکزی
- چاد
- اتیوپی
- لسوتو
- مالاوی
- مالی
- نیجر
- رواندا
- اسواتینی
- اوگاندا
- زامبیا
- زیمبابوه

### ایالت‌های جزیره OACPS
- آنتیگوا و باربودا
- باهاما
- باربادوس
- کیپ ورد
- کومور
- کوبا
- دومینیکا
- جمهوری دومینیکن
- فیجی
- گرانادا
- هائیتی
- جامائیکا
- کیریباتی
- ماداگاسکار
- موریس
- نائورو
- پاپوآ گینه نو
- سنت کیتس و نویس
- سنت لوسیا
- سنت وینسنت و گرنادین‌ها
- ساموآ
- سائوتومه و پرنسیپ
- سیشل
- جزایر سلیمان
- تونگا
- ترینیداد و توباگو
- تووالو
- وانواتو